# Гадамес
Гадамес (арап. غدامس; бер. ghdams / ɛadēməs; либ. арап. ġdāməs) је град на западу Либије у близини границе са Алжиром и Тунисом. У граду, према процени, живи око 10.000 становника. Становници су углавном Бербери. Стари дио града, који је одвојен зидом, Унеско је уврстио на листу заштићене светске баштине.

## Историја
Најстарији сачувани подаци о Гадамесу потичу из римског периода, када је насеље било познато као Cydamus. Током првог века п. н. е. Cydamus је заузео проконзул Луције Корнелије Балб Млађи, у време владавине Октавијана Августа. Помиње се и да је цар Септимије Север можда посетио насеље око 202. године. Римљани су напустили подручје за време Кризе III века.

## Стари град
Стари град у Гадамесу је 1986. стављен на Унеско листу заштићене светске баштине. Ускоро је из овог дела града исељено становништво.